# Charles J. Symmonds
Charles Jacobs Symmonds (* 6. Oktober 1866 in Holland, Ottawa County, Michigan; † 16. Juli 1941 in Chevy Chase,  Montgomery County, Maryland) war ein Brigadegeneral der United States Army. Er war unter anderem Kommandeur der  1. US-Kavalleriedivision.
Charles Symmonds wuchs in Kenosha in Wisconsin auf, wo er auch die High School besuchte. In den Jahren von 1886 bis 1890 durchlief er die United States Military Academy in West Point. Nach seiner Graduation wurde er als Leutnant der Kavallerie zugeteilt. In der Armee durchlief er anschließend alle Offiziersränge vom Leutnant bis zum Brigadegeneral.
Symmonds diente zunächst im 7. und danach im 12. Kavallerieregiment. Dabei war er an verschiedenen Standorten entlang der mexikanischen Grenze stationiert. Während des Spanisch-Amerikanischen Kriegs war er auf Kuba eingesetzt. Dort war er vor allem im Bauwesen und im Sanitätswesen tätig. Nach einer krankheitsbedingten Unterbrechung seiner Laufbahn wurde er im Jahr 1903 Leiter der Offiziersausbildung an der University of Maine. Im Verlauf der folgenden Jahre war er an verschiedenen Standorten in den Vereinigten Staaten stationiert. Im Jahr 1914 wurde er zum Major befördert und auf die Philippinen versetzt.
Im Ersten Weltkrieg kommandierte Symmonds ein großes Nachschublager in Frankreich (Gievres Army Supply Depot). Im Jahr 1923 erfolgte seine Beförderung zum Brigadegeneral. Gleichzeitig erhielt er das Kommando über den Militärstandort Fort Hayes bei Columbus in Ohio. Später kommandierte er in Fort Bliss in Texas eine Brigade. Im Jahr 1927 übernahm er in Fort Riley das Kommando über den größten Kavalleriestützpunkt in den Vereinigten Staaten. Diesen Posten hatte er bis September 1929 inne. Dann wurde er zum neuen Kommandeur der 1. Kavalleriedivision ernannt. In dieser Funktion löste er George Van Horn Moseley ab. Dieses Kommando behielt er bis zum Oktober 1930, als er von George C. Barnhardt abgelöst wurde. Anschließend ging er in den Ruhestand.
Charles Symmonds verbrachte seinen Lebensabend in Chevy Chase in Maryland, wo er am 16. Juli 1941 verstarb. Er wurde auf dem amerikanischen Nationalfriedhof Arlington beigesetzt.

## Orden und Auszeichnungen
Charles Symmonds erhielt im Lauf seiner militärischen Laufbahn zahlreiche Auszeichnungen unter anderem aus Frankreich, Großbritannien, Polen, Italien und Belgien. In den Vereinigten Staaten wurde er unter anderem mit der Army Distinguished Service Medal ausgezeichnet.